# Pietro Cesare Alberti
Pietro Cesare Alberti (Venecia, República de Venecia, 1608 - Nueva Ámsterdam, Nuevos Países Bajos, 1655) fue un marinero italiano que, al mudarse a la colonia holandesa de Nueva Ámsterdam (la actual isla de Manhattan, Nueva York), es considerado el primer ítalo-estadounidense de la historia.

## Primeros años
Pietro nació en 1608, en el apogeo del poder comercial de la República de Venecia. Era el hijo del secretario del Tesoro Ducal, Andrea Alberti, y de su esposa, Verónica de Medici. La familia Alberti tenía una enorme influencia en toda la península italiana, con parientes en Génova y Florencia. Además del prestigio de su familia materna de los Medici, entre los parientes paternos de Pietro se encuentra el famoso Leon Battista Alberti.

## Su llegada a Nueva Ámsterdam
Durante la Guerra de los Treinta Años, varias tropas de los Países Bajos se estacionaron en Malamocco, un arroyo estrecho en la Laguna de Venecia. Estas tropas trajeron consigo una cepa particularmente virulenta de peste bubónica. La plaga se extendió rápidamente, matando a 46,000 personas en una ciudad de 140,000. El declive de la inmensa población de Venecia provocó un declive en su poder comercial. Debido a que el poder de los Alberti derivaba del éxito de los comerciantes venecianos, Pietro, a la edad de 27 años, decidió buscar una nueva vida en el Nuevo Mundo. Llegó a Nueva Ámsterdam a bordo del barco holandés King David el 2 de junio de 1635. Pietro se adaptó bien al ambiente cosmopolita de Nueva Ámsterdam. En 1642 se casó con Judith Manje, originaria de Flandes, quien pertenecía a una de las más influyentes familias de la ciudad. La pareja tuvo 6 hijos, todos nacidos entre 1642 y 1655. Los Alberti vivieron en una casa en Broad Street hasta 1646, cuando Pietro solicitó un terreno en concesión a los holandeses. El terreno de los Alberti consistía en 100 acres de tierra en Brooklyn. Pietro y Judith fueron asesinados en una incursión de indígenas en 1655, pero dejaron muchos descendientes, que se mezclaron con el resto de las familias holandesas de la colonia.

## Legado y reconocimientos
Alberti fue el primero de los millones de italianos que llegaron a Estados Unidos para formar una parte importante de la cultura americana. El 2 de junio se conmemora el "Pietro Alberti Day" en Nueva York. Una pequeña losa de piedra en Battery Park marca el punto de llegada de Pietro.
Históricamente, los holandeses siempre fueron reacios a usar apellidos, prefiriendo el uso de apodos relacionados con la profesión o ciudad de pertenencia. El apellido Alberti fue transformado casi inmediatamente, primero por los holandeses y luego por los ingleses, en variantes como Albertis, Alburtis y Burtis, apellidos todavía presentes hoy en Estados Unidos. Casi todos son descendientes de Pietro Cesare Alberti.